# Coptocephala monrosi
Coptocephala monrosi es un coleóptero de la familia Chrysomelidae.
Fue descrita científicamente en 1998 por Medvedev & Regalin.